# Viet Thanh Nguyen
Viet Thanh Nguyen, född 13 mars 1971 i Buôn Ma Thuột i Đắk Lắk i Sydvietnam, är en amerikansk författare och akademiker, uppväxt i San Jose i Kalifornien.
Nguyens föräldrar hade flytt från Nordvietnam till Sydvietnam och vid krigets slut 1975 flydde familjen till USA. Nguyen studerade engelska och etniska studier vid University of California, Berkeley och disputerade på en avhandling om asiatisk-amerikansk litteratur vid University of California, Berkeley 1997. Därefter har han undervisat vid University of Southern California  där han nu också är professor i engelska. Nguyen debuterade som författare 2015 med boken Sympatisören, som han också bland annat vann Pulitzerpriset för.